# Pedoptila nigrocristata
Pedoptila nigrocristata is een vlinder uit de familie Himantopteridae. De wetenschappelijke naam van deze soort is voor het eerst geldig gepubliceerd in 1921 door Joicey & Talbot.
De soort komt voor in tropisch Afrika.